# Trichoderma ovalisporum
Trichoderma ovalisporum är en svampart som beskrevs av Samuels & Schroers 2004. Trichoderma ovalisporum ingår i släktet Trichoderma och familjen Hypocreaceae.   Inga underarter finns listade i Catalogue of Life.